# Чемпионат России по международным шашкам среди женщин 2001
XXIII Чемпионат России по международным шашкам среди женщин 2001 года прошёл 15-26 июня в городе Ишимбае, а также в Ишимбайском районе. Турнир являлся отборочным к чемпионату мира среди женщин (август, Нидерланды).
Главный судья соревнований: судья РК Новиков А. Н. (Тверь).
Соревнования проводились во Дворце культуры имени С. М. Кирова.
Правила проведения соревнований
Использовался Шашечный Кодекс СССР (1986 г.) и «Положение о проведении российских соревнований по шашкам на 2001 год» с
дополнением: в позициях с четырьмя дамками и простой против двух дамок пункт шашечного кодекса 2.43(б) заменяется на пункт 1.14.1 строка 2.
Система проведения — швейцарская. В классической программе — в 9 туров, в блице или рапиде — от 7 до 9.
Контроль времени на обдумывание в классике: 2 часа на 50 ходов и далее 1 час на каждые 25 ходов с накоплением времени.
В блице — по 5 минут, в рапиде — по 10 минут на партию каждому участнику.
определение победителей
Места — по количеству набранных очков. В случае равенства очков у двух или более участников распределение мест производится по следующим критериям:
- 1) сумма очков, набранных соперниками;
- 2) коэффициент Зонненборга-Бергера;
- 3) наибольшее число побед;
- 4) личная встреча.

программа
- 16 июня — Открытие соревнований 15.00, I тур 16.00
- 17 июня — II тур 10.00
- 18 июня — III тур 10.00
- 19 июня — IV тур 10.00, V тур 16.00
- 20 июня — VI тур 10.00
- 21 июня — VII тур 10.00
- 22 июня — VIII тур 10.00
- 23 июня — чемпионат РФ по молниеносной игре
- 24 июня — IX тур 10.00
- 25 июня — чемпионат РФ по быстрым шашкам 10.00, закрытие соревнований; призовой фонд

Участники, занявшие 1-3 места, награждены медалями, дипломами и денежными призами: 1 место — 10.000 рублей, 2 место — 8.000 рублей, 3 место — 6.000 рублей. Участники, занявшие 4-7 места, награждены денежными призами: 4 место — 5.000 рублей, 5 место — 4.000 рублей, 6 место — 3.000 рублей, 7 место — 2.000 рублей.

## Результаты

### Классическая программа
- Золото — Гузель Георгиева;
- Серебро — Тамара Тансыккужина;
- Бронза — Елена Читайкина.

### Быстрая программа
- Золото — Ольга Беллер;
- Серебро — Гузель Георгиева;
- Бронза — Елена Читайкина.

### Молниеносная программа
- Золото — Нона Савина;
- Серебро — Тамара Тансыккужина;
- Бронза — Анастасия Краснова.